# Аль-Самх ібн-Малік аль-Хавлані
Аль-Самх ібн-Малік аль-Хавлані (*араб. السمح بن مالك الخولاني, д/н —721) — 5-й валі Аль-Андалуса у 719-721 роках.

## Життєпис
719 року наказом халфа Омара II Аль-Самха було призначено новим намісником Аль-Андалуса. Того ж року він захопив Барселону, остаточно взявши під свій контроль Тарраконську Іспанію. Після цього він розпочав підготовку до захоплення Септиманії. 720 року війська на чолі з Аль-Самхом зайняли потужну фортецю в Нарбонії, завдавши остаточної поразки королю. До 721 року було захоплено Безьє, Агд, Лодев і Монпельє. В результаті Септиманія фактично опинилася під владою халіфату. Було взято в облогу місто Каркассон і Нім.
У боротьбі з вестготами Септиманії Аль-Самх стикнувся з підтримкою християн з боку Едо, герцога Аквітанії. Зібравши значні війська 721 року Аль-Самх рушив на Тулузу, але у битві 9 червня потрапив у пастку Едо Аквітанського, в результаті чого арабсько-берберське військо зазнало важкої поразки. У тій битві Аль-Самх ібн-Малік аль-Хавлані зазнав важких поранень, внаслідок чого помер того ж року в Нарбонні. Новим валі було призначено Абд ал-Рахмана аль-Гафікі.